# Twizell Castle
Twizell Castle of Twizel Castle is een ruïne en beschermd monument in het noorden van het Engelse graafschap Northumberland, gelegen op de noordelijke oever van de Till in de civil parish Cornhill-on-Tweed. Het was een landhuis dat in de achttiende eeuw op de locatie van een ouder kasteel gebouwd werd in opdracht van Sir Francis Blake of Twizell Castle, de eerste baronet van het geslacht van Twizell Castle, die een grootgrondbezitter uit de streek was. Dit kasteel is nooit geheel afgewerkt. De architect was James Nesbit uit Kelso.
Twizell Castle bestaat uit een blok van 28,4 bij 9,6 meter in georgiaanse, neogotische stijl met twee verdiepingen. Aan beide zuidelijke uiteinden van het blok bevinden zich ronde torentjes; ook in de noordelijke muur steken twee torentjes uit. De hoge ramen boden uitzicht over de rivier. De muren zijn 1,7 meter dik en in de kamers zijn haarden aangebracht. De bovenverdieping is niet bereikbaar, doordat de trap niet meer bestaat. De buitenmuren van Twizell Castle zijn versierd met ornamentele motieven.
In 1415 stond hier een kasteel waarin ene Sir John Heron woonde. Dit kasteel werd door de Schotten verwoest in 1496 en vervolgens verlaten. Volgens een inventaris uit 1561 bleef van het oude kasteel nog één hoek of één vierde over, alsook delen van de barbacane. Een dichtgemetseld raampje in de noordelijke muur is waarschijnlijk nog een overblijfsel van het oude kasteel. Francis Blake, die in het oude Twizell Castle was opgegroeid, en zijn zoon werkten ongeveer veertig jaar aan het nieuwe kasteel. Klaarblijkelijk werd er in 1813 nog steeds aan gebouwd, maar uiteindelijk werd het project achterwege gelaten.
De ruïne is verweerd en overwoekerd. Eromheen is een omheining aangebracht. Er staan waarschuwingsborden die het beklimmen van de muren verbieden.

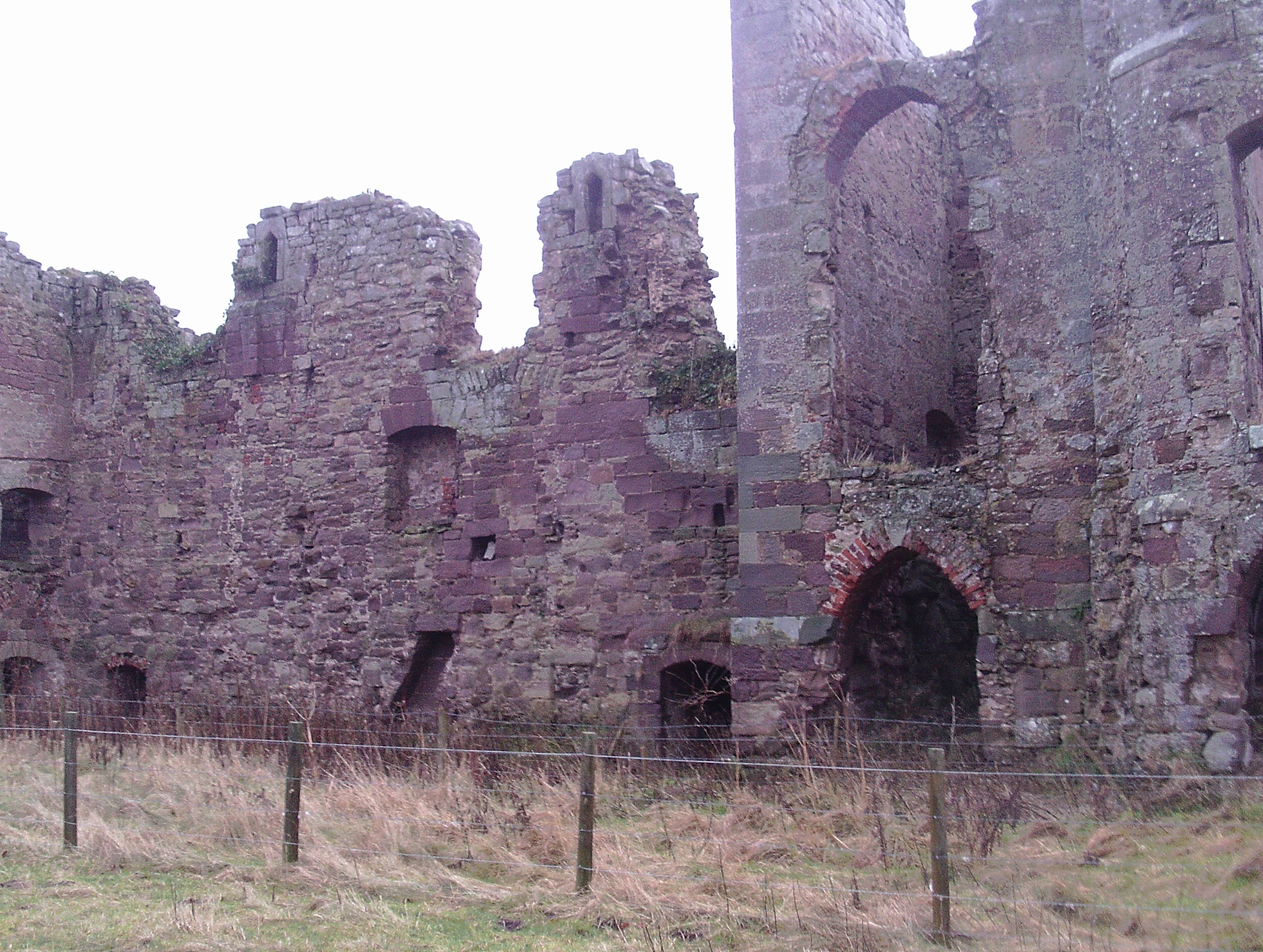
Noordelijke muur
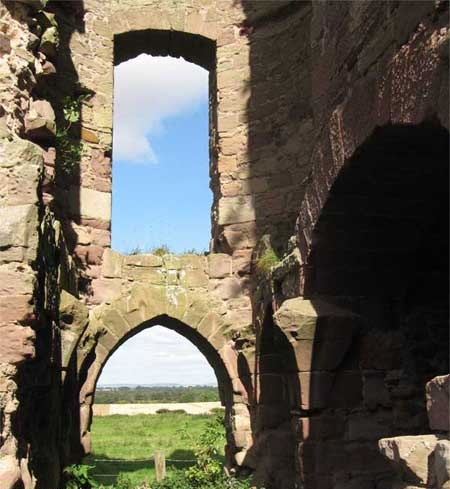
Torentje
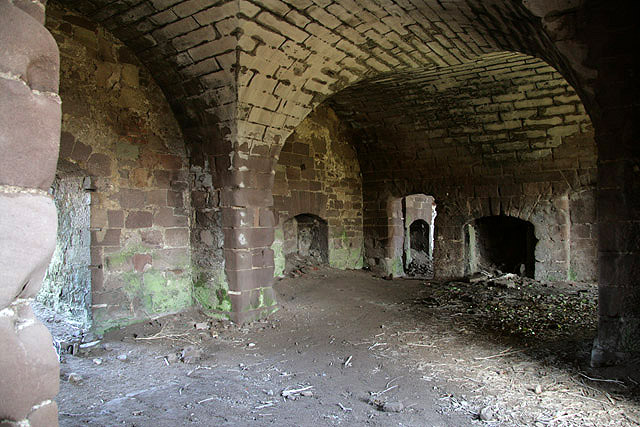
Kamer binnenin